# Praia do Matadeiro
Praia do Matadeiro est une plage et une localité de la municipalité de Florianópolis, au Brésil. Elle se situe au sud-est de l'île de Santa Catarina, entre deux pointes rocheuses, dans la prolongation de la praia da Armação. 
Tout comme cette dernière, elle a connu une forte activité par le passé, liée à la chasse à la baleine. La praia do Matadeiro était le lieu de l'abattage et du découpage des animaux, dont les morceaux était ensuite amenés à la praia da Armação pour en extraire l'huile. Il ne reste aucun vestige de cette activité. 
La plage est peu fréquentée par les touristes et ne possède pas d'infrastructure touristique à proprement parler.